# Hastings
Hastings er en by og et badested ved den engelske kanal sydøst for London i grevskabet East Sussex i England. I 2021 havde den et estimeret indbyggertal på 91.100.
Byen er berømt for at være det sted, hvor normanneren Vilhelm Erobreren besejrede den engelske kong Harald Godwinson (Harald II) under slaget ved Hastings den 14. oktober 1066. Slaget markerer den engelske nations fødsel.